# South Beach, Antarktis
South Beach är en strand i Antarktis. Den ligger i Östantarktis. Nya Zeeland gör anspråk på området.